# 伊丹章
伊丹 章（いたみ あきら、1971年8月31日 - ）は、日本の近畿地方を拠点とするローカルタレント。岡山県岡山市出身。

## 略歴
岡山県立総社南高校、近畿大学商経学部、立命館大学経営学部を卒業。
1997年1月に芸能活動を開始する。同年、「四季の釣り」（サンテレビ）のMCを務める。
1999年、「アクアエージェンシー」設立。
2008年、「大阪城南女子短期大学・総合保育学科」非常勤講師就任（～2009年）。
2011年、西宮のコミュニティFM代表取締役社長を兼務（～2011年10月）。
2022年、奈良のコミュニティFM「FM814」プロデューサーを兼務。（～2024年6月）。

## 出演

### テレビ番組
- サンテレビ
  - 四季の釣り
  - 週末ココいこっ！おっ！サンなび
  - 神戸まつり
  - 釣り王決定戦
  - 釣り王決定戦２
- 他
  - なんしょん？（岡山放送）
  - スパイスカフェ（日本海テレビ）
  - ごじまる（山陽放送）
  - 暮らしの情報　知っ得納得お買い得（テレビせとうち）
  - わがまち和歌山（テレビ和歌山）
  - カンテ～レ（関西テレビ）
  - 真夜中市場（関西テレビ）
  - ガッチャ！（瀬戸内海放送） など

### CM・広告など
- 第一精工（2012年～）
- フィッシングマックス（2009年～）
- カートップグループ（2016年～）
- 双葉車輛（2016年～）
- 総社タイヤ（2018年4月～）
- ヤンマー舶用システム（ボート：EX30ｂ・EX38・マリンギアカタログ）
- 兵庫県警察　交通安全ポスター（2020年）
- 「全国交通安全運動・一日交通安全大使」（2020年4月）兵庫県警察本部　など